# Висингсьо
Висингсьо (на шведски: Visingsö) е остров в южната част на езерото Ветерн, Швеция. Висингсьо се намира на 30 км северно от град Йоншьопинг и на 6 км западно от Грена, от където има корабна връзка с острова. Според една легенда, бог Вист създава Висингсьо като хвърля буца пръст в езерото, за да може неговата жена да премине през езерото Ветерн.